# 污色无翅刺䗛
污色无翅刺䗛（学名：Cnipsomorpha colorantis）一种在中华人民共和国云南省西双版纳傣族自治州景洪市勐龙镇勐宋村发现的昆虫，隶属于䗛科（竹节虫科）刺䗛属。
本种在2023年被收录入《有重要生态、科学、社会价值的陆生野生动物名录》。

## 形态特征
正模标本雌性，体长28.4毫米。身体为污黄色，散布不规则棕褐色斑纹。身体大部分具有大小不一的刺突、瘤突和皱脊。触角短粗，分为13节。